# Педагогический университет Дзёэцу
Педагогический университет Дзёэцу (яп. 上越教育大学) — японский национальный университет в Дзёэцу (префектура Ниигата), основанный в 1978 году. Включает педагогический колледж для подготовки учителей начальной школы и Высшую педагогическую школу (Graduate School of Education), ориентированную на научные исследования и тренинги в области образования для учителей начальной и средней школ.

## Образование
Педагогический колледж предоставляет курсы неполного высшего образования для получения навыков преподавания в начальной школе. Курсовая работа призвана дать понимание процессов роста и развития детей. Учитывая важность начального образования как отправной точки для обучения людей на протяжении всей жизни, особое внимание уделяется формированию характера будущих учителей начальной школы.

## История
Университет был основан 17 июня 1978 года и открыт 1 октября того же года. Администрация располагалась в кампусе Такада педагогического колледжа Университета Ниигаты.
В 1996 году в Университете Хёго была открыта Объединённая высшая педагогическая школа, впервые в Японии готовившая докторов наук (Ph. D.) в области педагогики. Образовательная и исследовательская система Объединённой школы была организована усилиями университетов Дзёэцу, Хёго, Окаяма и Наруто.
В 2008 году была основана Высшая школа профессионального обучения с целью повышения преподавательского профессионализма и обучения преподавателей быстро и эффективно решать различные проблемы школьного обучения.